# Нитта Ёсисада
Нитта Ёсисада (яп. 新田義貞, 1301 — 17 августа 1338) — японский государственный и военный деятель, полководец периода Камакура — начала периода Намбокутё.

## Биография
Нитта Ёсисада родился в 1301 году в имении Нитта провинции Кодзукэ (современный город Ота префектуры Гумма) в самурайской семье местного правителя Нитты Томоудзи. Хотя род Нитта происходил от старинного рода Минамото, представители которого основали Камакурский сёгунат, сиккэны Ходзё, правители этого сёгуната, относились к Нитта пренебрежительно, как к рядовым самураям-гокэнинам.
В 1331 году Ёсисада впервые принял участие в военной кампании сёгуната во время осады замка Тихая (яп. 千早城). Однако, не дождавшись окончания кампании, он без разрешения вернулся на родину.
В 1333 году Ёсисада откликнулся на призыв принца Мориёси уничтожить Ходзё и поднял войска против сёгуната. Он объединился с силами родственников в провинциях Кодзукэ и Этиго, победил армии сёгуната в битвах при Котэсигохара и Бубайгахара, и 4 июля захватил Камакуру. Сёгунат был ликвидирован, а сиккэн Ходзё Такатоки, вместе с родственниками и чиновниками, совершили самоубийство. За это Император Го-Дайго назначил Ёсисаду правителем Этиго, главой Ведомства воинов (яп. 武者所頭人), а позже — Левым генералом Императорской гвардии (яп. 左近衛中将).
Во время реставрации Кэмму Нитта Ёсисада вёл борьбу с Асикагой Такаудзи за лидерство в среде самураев. Когда последний поднял восстание против Императора и в 1335 году отправился на завоевание региона Канто, Ёсисада встретился с его войсками в битве при Хаконэ-Такэносита. Хотя Ёсисада проиграл бой, он вскоре выбил Такаудзи из Киото и заставил бежать в Кюсю.
В 1336 году Такаудзи опять собрал войска, разбил силы Ёсисады и Кусуноки Масасигэ в битвах при Минатогава и Икутаномори, и вернул себе столицу. Побеждённый полководец перебрался в провинцию Этидзэн, в замок Канагасаки, где планировал создать оплот для борьбы с противником, но его планам не суждено было осуществиться: в 1337 году замок захватили войска Такаудзи, а сын Ёсисады, Нитта Ёсиоки (яп. 新田義興), покончил с собой.
В следующем, 1338 году, Ёсисада, отступавший на север к своим землям с небольшим отрядом сопровождения, попал в засаду, организованную Сибой Такацунэ и монахами монастыря Хэйсэн-дзи. В неравном бою погибли все самураи Ёсисады, а он сам был смертельно ранен стрелой в лоб. Согласно легенде, изложенной в «Собрании изречений мастера Хагакурэ», смертельно раненый Ёсисада сумел сам себе отрубить голову и закопать её, совершив невиданное харакири.
С конца XIX до середины XX века Нитта Ёсисада изображался в исторической литературе как настоящий японец, борец за дело Императора.